# Sophrops longiflabella
Sophrops longiflabella är en skalbaggsart som beskrevs av Gu och Zhang 1995. Sophrops longiflabella ingår i släktet Sophrops och familjen Melolonthidae. Inga underarter finns listade i Catalogue of Life.